# 称名寺 (大阪市)
称名寺（稱名寺、しょうみょうじ）は、大阪府大阪市天王寺区下寺町にある浄土宗の寺院。山門が国の登録有形文化財となっている。

## 概要
山号は憶念山。院号は大運院。本尊は阿弥陀如来。寛永元年(1624年)開基。戦災で門を残して全焼した。口縄坂の南側、松屋町筋に西面する。

## 文化財

### 登録有形文化財
2008年 (平成20年) 7月8日、山門が登録有形文化財となった。明治時代建築。木造。間口2.8mで、腰海鼠壁とする袖塀を両脇に付ける。妻蟇股とし、軒は一軒繁垂木。切妻造本瓦葺きで、棟には龍の飾り瓦、隅蓋瓦に波紋を飾る。小規模高麗門。

## 交通
- 谷町線四天王寺前夕陽ヶ丘駅から徒歩6分
- 阪堺電気軌道阪堺線恵美須町停留場から徒歩10分